# Гордон (Алабама)
Гордон (енгл. Gordon) град је у америчкој савезној држави Алабама. По попису становништва из 2010. у њему је живело 332 становника.

## Демографија
Према попису становништва из 2010. у граду је живело 332 становника, што је 76 (18,6%) становника мање него 2000. године.
| Група             | 2000.       | 2010.       |
| Белци             | 90 (22,1%)  | 69 (20,8%)  |
| Афроамериканци    | 302 (74,0%) | 254 (76,5%) |
| Азијати           | 1 (0,2%)    | 0 (0,0%)    |
| Хиспаноамериканци | 6 (1,5%)    | 5 (1,5%)    |
| Укупно            | 408         | 332         |